# Erioptera (Meterioptera) ablusa
Erioptera (Meterioptera) ablusa is een tweevleugelige uit de familie steltmuggen (Limoniidae). De soort komt voor in het Afrotropisch gebied.